# Vikingetiden på Færøerne
Vikingetiden på Færøerne varede fra Grímur Kambans bosættelse i året 825 og til Tróndur í Gøtu døde i 1035 som øgruppens sidste vikingeoverhoved, hvorefter Leivur Øssursson samme år gennemførte sin magtovertagelse.
Det største historiske brud i dette tidsrum var kristendommens indførelse på Færøerne ved Sigmundur Brestisson fra 999. Den indledte vikingetidens afslutning og var afslutningen på Færøernes tid som fri bosætter-republik.
Til historikernes sorg er mange kilder fra denne tid gået tabt ved ødelæggelse af biblioteker og arkiver. Den vigtigste kilde i dag er Færingesaga, der dog til en vis grad kan underbygges af udsagn i udenlandske kilder og derved tillade datering.
Selvom de årstal og begivenheder, som fremgår af denne artikel, i almindelighed ikke er omstridt på Færøerne og hører til øernes nationalmyter, må de altid betragtes med et vist forbehold, da Færingesaga ikke er en kronik i ordets egentlige forstand, men derimod en historisk roman. Myter, der synes at være helt urealistiske, vil blive betegnet sådan (mest i øvrige artikler om enkeltepisoder i sagaen).
Der er i de sidste årtier foretaget talrige arkæologiske undersøgelser på Færøerne, så vores billede af denne del af historien bliver stadig mere detaljeret. I Færøernes Nationalmuseum findes de fleste arkæologiske fund fra vikingetiden.

## Bosættelser
Da vikingerne første gang besøgte Færøerne i 795 , traf de munke fra Irland, som levede som eneboere. Disse munke havde derimod ikke fundet en oprindelig befolkning, som de havde kunnet omvende. Derfor brugte de tiden med får-l og planteavl (bl.a. havre). Det lader os datere deres første ankomst til omkring 625. Se artiklen Irske munke på Færøerne.

### Første bosættelsesbølge
Det ligger ikke helt klart, om vikingerne, som det ofte hævdes, fordrev de irske munke fra Færøerne i 795, eller om kun en del af munkene drog videre til Island. Dér blev de igen de første bosættere. På dette tidspunkt kan Færøerne have været ubeboede i 30 år, fordi vikingerne ikke slog sig fast ned på øerne. Følger man denne hypotese, som støtter sig på beretningen i bogen Liber de Mensura Orbis Terræ af den irske krønikeskriver Dicuil (825), betrådte Grímur Kamban i 825 et land, hvor der kun fandtes får – efterladt af munkene – og søfugle.
Navnet Kamban tyder på en keltisk oprindelse. Grímur Kamban kan være kommet fra de britiske øer, hvor vikingerne allerede havde herredømme, eller også var han en nordmand, som fik dette tilnavn af irske missionærer. De første mennesker, som bosatte sig på Færøerne, var alle fra vikingernes magtområde mod syd og øst. Selv var de skandinaver, men foruden deres hustruer medbragte de utvivlsomt også keltiske slaver.
Grímurs bosættelse skal have ligget i Funningur på Eysturoy. Udgravninger har påvist yderligere vikingebopladser i nærheden og på de andre øer.

### Anden bosættelsesbølge
Fra ca. 880 til 900 skete den anden store indvandring til Færøerne. Denne bølge kan præciseres til 885-890. Det var under den norske konge Harald Hårfagers (870-933) regeringstid. Færingesaga beretter, at mange mennesker flygtede fra hans herskesyge, hvormed blandt andet menes hans skatteopkrævninger. Som ved de første bosættelser kom indvandrerne fra Norge og sandsynligvis også fra den norsk-kontrollerede del af de britiske øer.
At den overvejende del af disse vikinger kom til Færøerne fra Norge kan fastslås ved hjælp af en lingvistisk særhed (foruden DNA et fællesskab med vestnorske dialekter): På færøsk hedder nordøst landnyrðingur ("nordland"), sydøst landsynningur ("sydland"), nordvest útnyrðingur ("nordud") og sydvest útsynningur ("sønderud"). Kun mennesker, som har levet på vestkysten af et kontinent, som f.eks. i området omkring Bergen, kan være ophavsmænd til en sprogbrug med en sådan forestillingsverden. Fra et færøsk perspektiv gav disse betegnelser ingen mening, for mod nordvest findes jo også land (Island) ligesom Shetlandsøerne ligger mod sydøst. Mod nordøst og sydvest findes kysterne af henholdsvis Spitsbergen og Newfoundland – dengang terra incognita (ukendt land). Rigtigt set fra et lokalt færøsk synspunkt ville enhver kompasretning skulle betegnes ud over havet.
Det siges, at færinger og folk fra Bergen, som taler deres dialekter, uden stort besvær kan forstå hinanden. Forbindelserne mellem Færøerne og denne norske handelsby – og senere hansestad – har i århundreder og til vore dage altid spillet en særlig rolle. Se også: Monopolhandel på Færøerne (i tidsrummet 1529-1856).

### Første ting
Omkring 900 havde færingerne allerede deres ting på den halvø, som er opkaldt efter det: Tinganes. Tórshavn blev allerede på dette tidlige tidspunkt øernes vigtigste havn. Det daværende ting hed (som også samme ting på Island i nutiden) Altinget. Fra omkring 1400 har det haft sit nuværende navn Løgting. Det er et af verdens ældste parlamenter. Udover det centrale ting fandtes lokale tingsteder, várting.
Selv om det ikke står ganske klart, hvordan Færøernes politiske ordning så ud i vikingetiden, er det ikke overdrevet at tale om en republik, for kongen i Norge 500 km væk havde ingen magt på øgruppen, og tinget var en forsamling af frie stormænd, dvs. storbønder. Der fastlagdes og udøvedes retfærdigheden.

### Bosættelse og befolkningsudvikling
Alle øerne var allerede beboet (med undtagelse af Lítla Dímun). Deri er intet ændret helt frem til vore dage. Befolkningstallet efter anden bosættelsesbølge var måske 3.000. Det forblev næsten stabilt til hen mod slutningen af det 18. århundrede og voksede ikke over 4.000. Større befolkning tillod agerbruget på det meget begrænsede areal ikke.
Efterkommerne fra de to bosættelsesbølger udgjorde faktisk befolkningen i de næste 450 år. Først med den sorte død 1349 og 1350, der medførte tab af en tredjedel af befolkningen, skete der en en så dramatisk ændring, at der blev plads til og behov for nye indvandrere.

## Hverdag

### Næringsliv og erhverv
På Færøerne dyrkedes før i tiden kun byg til eget forbrug. Dyrehold, fiskeri, grinde- og fuglefangst var de fire vigtigste måder at skaffe fødevarer på.
Vikingerne på Færøerne var bønder. De såede byg, som blev malet med kværnsten af skifer, som importeredes fra Norge. Får var det vigtigste husdyr, og den færøske uld var allerede dengang en vigtig eksportvare. Desuden holdtes køer og – i modsætning til i dag – særdeles mange svin. Navnet på øen Svínoy stammer derfra. Som dyrefoder dyrkedes hø. Hestene på Færøerne udvikledes til en selvstændig race af færøske heste, hvoraf der i dag kun findes få eksemplarer.
Fiskefangst og grindefangst gav et vigtigt kosttilskud og skete i fjordene. Den nuværende typiske færøbåd fra vore dage udviser træk, der stammer fra dengang. Den bygges i samme stil som en langbåd fra vikingetiden.
Den færøske fugleverden gav derudover anledning til næring i overflod, og jagten på søfugle var her langt vigtigere end i andre lande – og det har været tilfældet helt til vor tid. De første færinger var allerede kræsne: Af dusinvis af arter foretrak de i almindelighed kun at spise tre.

### Husgeråd
Hjemmelavet keramik fandtes kun i relativt ringe omfang. Det færøske ler har ikke særlig gode egenskaber, og manglen på træer betød, at brændbart materiale var vanskeligt at skaffe. Mest brugt var fade af fedtsten, som sandsynligvis importeredes fra Norge, men fedtsten findes også på Shetlandsøerne, og en del kan være kommet derfra. Af den færøske tuf, som er en forholdsvis blød vulkansk sten, udskar man bl.a. olielamper. Kurve og lignende flettede man af enebærris. Enebær er nu næsten forsvundet fra øerne, hvilket bl.a. også kan tilskrives klimaændringer.
.

### Værdigenstande
Metal måtte importeres. Der forarbejdedes jern og bronze. Sølv tjente som betalingsmiddel, men senere også udenlandske mønter, som det fremgår af et møntfund ved Sandur. Smykker fremstilledes ikke kun af de nævnte metaller, men også af ben, perler og rav. Beklædningen svarede nok til den, der anvendtes i Norge og på de britiske øer.

### Husbyggeri
Man boede i typiske langhuse af sten. De indeholdt kun ét rum med ildsted i midten og bænke langs væggene. Fra 1941 er der mange steder på Færøerne udgravet fundamenter af sådanne huse, først i Kvívík og senere også i Fuglafjørður, Gøta og Sandavágur.

### Sprogmindesmærker
De første færingers sprog var gammelnordisk, hvoraf det nutidige færøske sprog har udviklet sig. Det blev skrevet med runer. Tre runesten er fundet på Færøerne: I Kirkjubøur, Sandavágur og Fámjin. Den sidste stammer senest fra det 16. århundrede og viser altså anvendelse af runer ved siden af den latinske skrift langt ind i den katolske tid. De færøske Sigurdkvad og andre færøske sange og ballader stammer med stor sandsynlighed fra mundtlige overleveringer fra vikingetiden.

## Nordisk religion
Som navnet vikinger antyder, var de tilhængere af den nordiske religion og altså i den kristne sprogbrug hedninger. Den mægtigste Gud var Thor, og efter ham er ikke blot hovedstaden Tórshavn (Tors Havn) opkaldt, men også Hósvík (hós- kommer fra tórs- og -vík betyder bugt). Tilsvarende hedder også torsdag på færøsk hósdagur (eller i dialekten på Suðuroy tórsdagur). Tors symbol er hammeren, og den pryder i dag hovedbyens våben. Som på dansk er onsdag (ónsdagur) opkaldt efter guden Odin (Odinsdag eller Wodanstag for onsdag på gammelt tysk).

### Offersteder
Om der på steder som Tórshavn og Hósvík fandtes offersteder, vides ikke. Færingesaga giver ingen enkeltheder om praksis ved dyrkelsen af den nordiske tro. Fx er det usikkert hvorvidt offerkulten (blót) blev udøvet under åben himmel, eller i særlige bygninger konstrueret til formålet. Der fandtes med udtrykket hof i hvert fald en slags tempel, som det må formodes ud fra bynavnet Hov.
Til guderne ofrede man først og fremmest mad og drikke, sjældnere dyr og mennesker. I årets løb var der tre regelmæssige offertidspunkter: Om foråret, efteråret og ved vintersolhverv. Som på dansk bruger færøsk ordet om jul, der er den gamle nordiske (germanske) fest ved vintersolhverv. På færøsk: Jól.

### Gravsteder
De fundne vikingegrave på Færøerne fortjener særlig opmærksomhed ved de slutninger, som kan drages af dem om begravelsesritualer og dermed dødekulten. Vikingerne jordfæstede deres døde "over jorden" og lagde den afdøde i retningen vestsydvest-østnordøst med hovedet i sidstnævnte retning. Megalitherne fra Hov på Suðuroy (se foto til højre) minder om store personligheder. Den, som faldt i kamp, fik åbenbart en oprejst sten, mens den, som fredeligt døde af alterdom (strådøden), måtte nøjes med en liggende.
I 1834 blev ypperstepræsten (blótsmaður mikil) Havgrímurs grav i Hov åbnet på initiativ af den danske guvernør Christian Pløyen. Efter Pløyens angivelser var den 24 fod lang og fire fod bred. Der fandtes jerngenstande og menneskeknogler. Angiveligt fandt man også en slibesten. Denne udgravning ansås for uprofessionel og desuden uofficiel. Den blev afbrudt og endnu i dag aldrig genoptaget.
Den først professionelle udgravning af et gravsted skete i 1956 i Tjørnuvík på Streymoys nordside efter at legende børn i 1955 havde fundet knogler, som viste sig at stamme fra mennesker. I løbet af det følgende år påbegyndtes systematisk, arkæologisk udgravning, og det stod hurtigt klart, at der her var fundet rester af en kvindegrav fra vikingetiden. Den døde var ca. 1,55 m høj og begravet med hovedet i retning mod østnordøst, som det var sædvane. Ved hendes side fandt man en bøjlenål, som må være af keltisk-skotsk oprindelse. Historikeren Sverri Dahl daterede graven til det 10. århundrede.

## Sigmundur og Tróndur
De to modstandere i Færingesaga er Sigmundur Brestisson og Tróndur í Gøtu, der ifølge den modstående lejr førte en 65 år lang fejde på Færøerne. Denne historie tager sin begyndelse i 970 og danner den væsentligste tråd i sagaens handling.
Trods de forbehold, der tages for Færingesagas objektivitet og nøjagtighed, danner den dog det efterfølgende billede, som i almindelighed antages for at at være krøniken for denne tid.

### Mordet på Brestir og Beinir
I 969 var udgangspunktet på Færøerne følgende: Der fandtes to norske len, hvoraf det ene tilfaldt Havgrímur fra Hov og det andet brødrene Brestir og Beinir fra Skúvoy. Mellem disse to parter fandtes åbenbart ulmende konflikter, som ved striden mellem Einar og Eldjarn (den ene tilhænger af Brestir og og Beinir, den anden af Havgrímur) brød ud i lys lue. En mindelig ordning foreslået af Brestir afslog Havgrímur, og derved kom det til processen ved altinget på Tinganæs, som Havgrímurs parti tabte. Han svor hævn og søgte støtte hos din svigerfar, Snæúlvur fra Sandoy, som imidlertid ikke ville deltage i dette spil i modsætning til Tróndur í Gøtu og dennes onkel, Svínoyar-Bjarni, som fattede den plan at myrde brødrene sammen med Havgrímur.
Mordet på Brestir og Beinir 970 på Stóra Dímun endte ikke med de to brødres død. Disse lykkedes det under kampen at dræbe ikke kun Havgrímur men også fem andre mænd. Sigmundur Brestisson var 9 år gammel, da han måtte opleve sin fars død, hvori Tróndur í Gøtu omend ikke tog aktivt del, så dog var en medskyldig i baggrunden. Tróndur foreslog efter udåden at dræbe Sigmundur og dennes fætter Tóri Beinirsson (Beinirs dengang 11-årige søn), hvilket Svínoyar-Bjarni dog modsatte sig. I stedet kom Sigmundur og Tóri under Tróndurs formynderskab. Han havde ikke selv børn og var ugift.
Tróndur var på dette tidspunkt 25 år gammel. Han forsøgte hurtigt at blive fri for de to drenge, idet han den samme sommer tilbød dem som slaver til den norske handelsmand Ravnur Hólmgarðsfari. Denne var imidlertid klar over baggrunden og forlangte på sin side betaling for at bringe dem til Norge. I forbigående kan det bemærkes, at denne episode viser handelsveje for færingerne helt til Novgorod i Rusland. I hvert fald bragte Ravnur de to til Norge og dermed i sikkerhed (dog ikke fra Trónds synspunkt, fordi han måtte frygte hævn for de begåede mord).
Tróndur tog endnu en dreng i sin varetægt: Øssur Havgrímsson, Havgrims dengang 10-årige søn (altså den mulige arving til Sigmund og Tóris modstandere). Dermed var han enehersker over Færøerne: Sigmundur og Tóri var i Norge og Øssur hans plejebarn. Færingesaga fortæller, at Tróndur, da Øssur var blevet voksen, overdrog denne både Brestir og Beinirs formue og også den del af Færøerne, som hans far havde hersket over. Det kan eventuelt have været omkring 980. Sandsynligvis var Tróndur alligevel den egentlige hersker og enevældige magt på øerne.

### Sigmunds tilbagevenden
983 vendte Sigmundur Brestisson og hans fætter Tóri Beinirsson for første gang tilbage til Færøerne. De rejste i opdrag fra kong Håkon Jarl af Norge. De ønskede at få deres røvede ejendom tilbage og var nu gamle nok til at hævne deres fars død. Ifølge Færingesagaen ville vejret det sådan, at de først stødte på Svínoyar-Bjarni, som intetanende blev overrasket hjemme. Bjarni kunne fremlægge, at det var ham, som i 970 havde sat sig imod mord på drengene, og så forligede han sig med Sigmundur, idet han samtidig afslørede Øssur Havgrímssons opholdssted på Skúvoy. Sigmundur skal med 50 af Bjarnis mænd været taget derhen og dræbt Øssur i tvekamp, efter at denne havde bedt om nåde og søgt at opnå en udligning af mellemværendet.
Efter denne kamp blev der våbenstilstand mellem Sigmund og Trónd og deres tilhængere. Mens Tróndur imidlertid ville have sagen afklaret og behandlet på altinget på Tinganes, forlangte Sigmundur en rettergang forestået af Håkon Jarl i Norge. I 984 drog Sigmundur og Tóri derfor igen til Norge, hvor kongen fastslog, at Tróndur var skyldig i alle 4 anklagepunkter: Mordet på Brestir og Beinir, forslaget om det efterfølgende mord på Sigmundur og Tóri, og overgivelse af de to drenge til slaveri. Tróndur skulle derfor udrede en mandegæld til Sigmundur og Tóri. Yderligere tillod kongen, at Tróndur í Gøtu kunne forblive på Færøerne, så længe han underkastede sig det norske overherredømme, som på sin siden skulle udøves gennem Sigmundur, som på denne måde i teorien fik lovning på hele det færøske område som len.
På altinget 985 accepterede Tróndur disse betingelser, omend kun modvilligt, og forlangte at kunne afdrage betalingen over tre år. Samme år tog Tróndur Leivur Øssurson (Øssur Havgrímssons søn) til sig – vel også i den hensigt at tage del i dennes krav på hævn over Sigmundur. I hvert fald skal han nu gentagne gange også havde fordret mandegæld af Sigmundur.
Sandsynligvis i 986 hentede Sigmundur sin familie (fru Turið Torkilsdóttir og datteren Tóra Sigmundsdóttir) fra Norge til Færøerne, hvor de skulle blive resten af deres liv. De to anses som de første højtstående fruer i den færøske historie.

### Kristendommens indførelse
Efter at Olav Tryggvason konverterede til kristendommen i 994 og i 995 blev norsk konge, bød han i 997 Sigmundur Brestisson at komme til sig. De to blev venner, og Sigmundur lod sig døbe og sejlede i 998 tilbage til Færøerne, for der på altinget på Tinganes ikke kun at forkynde, at Olav havde gjort ham til enehersker over Færøerne, men også, at alle indbyggere nu skulle konvertere til kristendommen. Det mødte voldsom modstand under ledelse af Tróndur í Gøtu, så Sigmundur måtte trække sig tilbage til Skúvoy, indtil han i 999 overfaldt Tróndur i dennes hjem og med magt tvang ham til at antage kristendommen. Denne dåb må snarere forstås formelt og magtpolitisk, og i følgerne heraf forberedte Tróndur da også det mord på Sigmundur Brestisson, som skete i 1005.